# Dreifaltigkeitskirche (Offenburg)
Die Dreifaltigkeitskirche ist eine katholische Pfarrkirche in Offenburg. Seit der Dekanatsreform am 1. Januar 2008 gehört die St. Sixtus-Kirche zum Dekanat Offenburg-Kinzigtal und gehört zudem zur Seelsorgeeinheit St. Ursula Katholische Kirchengemeinde.

Dreifaltigkeitskirche

## Geschichte

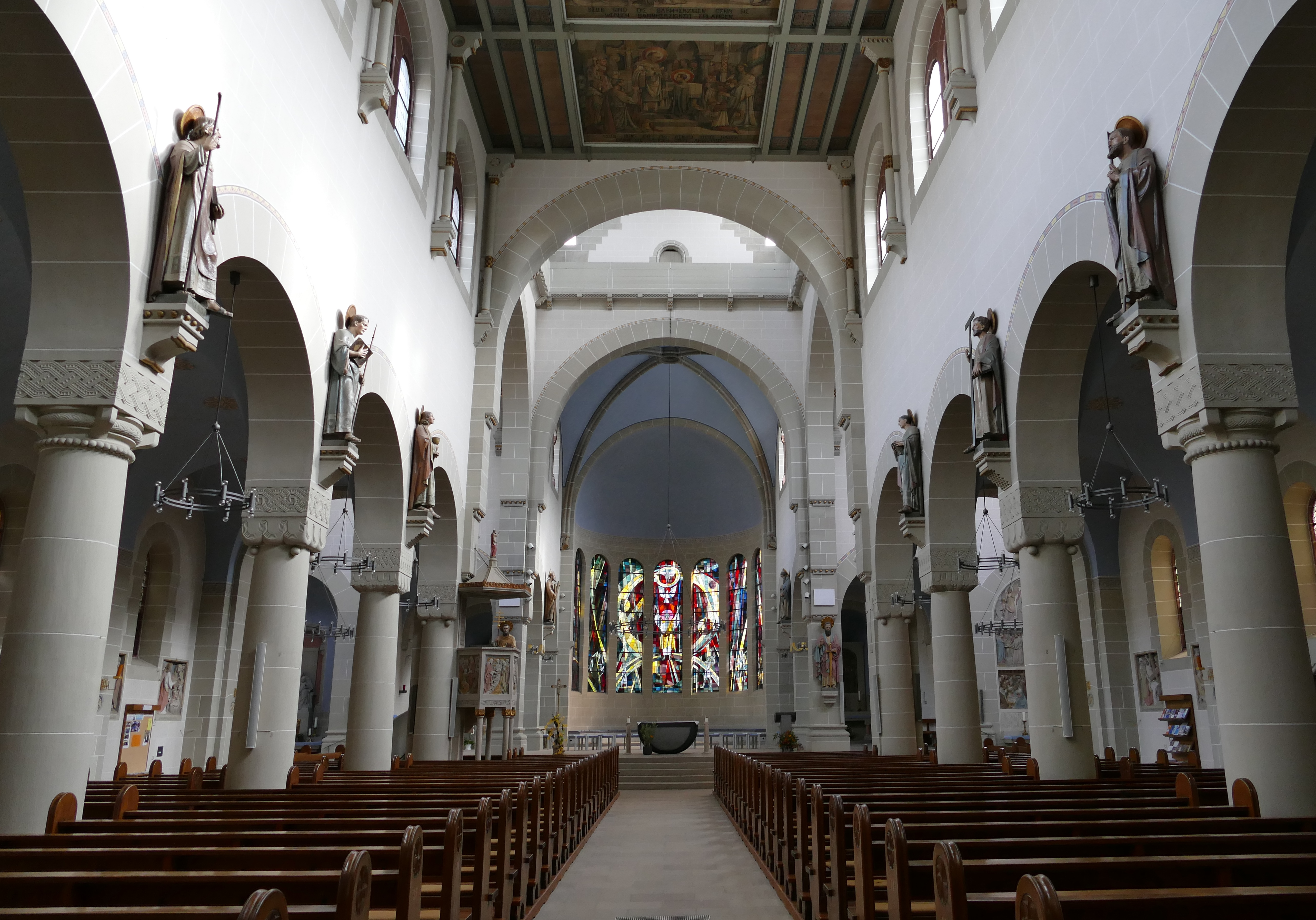
Inneres der Offenburger Dreifaltigkeitskirche

Die Kirche wurde in den Jahren 1906–1908 nach Plänen des Karlsruher Architekten Johannes Schroth erbaut und am 18. Oktober 1908 eingeweiht, nachdem bereits im September die fünf Glocken geweiht worden waren.
1940 wurden die Glocken beschlagnahmt und eingeschmolzen; 1943/1944 wurde die Kirche durch Granateinschläge beschädigt. Bereits in den Jahren 1948 bis 1950 wurden die Schäden soweit damals möglich beseitigt. 1958 bis 1960 wurde eine von dem Stadtpfarrer Hess veranlasste Innenrenovierung durchgeführt, bei der u. a. die Deckenbemalung des Kirchenmalers Augustin Kolb unter Furnierplatten verschwand, die sieben Chorfenster mit Glasgemälden von Edzard Seeger versehen sowie die Altarausstattung mit Tabernakel, Kreuz und Leuchter von Alfred Erhart gestaltet wurde. Der von Rudolf Moroder entworfene, von dessen Bruder Johann Moroder ausgearbeitete und durch Rudolf und Ludwig Moroder 1909 vollendete Hochaltar blieb dabei (im Gegensatz zum von der Familie Glamser gestifteten und dem Kunstbildhauer Bulling geschaffenen Georgsaltar) nicht verschont. Die Glockentürme wurden 1982 saniert, 1992 die Dächer neu eingedeckt. 1995/1996 wurde eine weitere Innenrenovierung vorgenommen, bei der u. a. die Gemälde von Augustin Kolb restauriert wurden.

## Beschreibung
Die Kirche ist im Stil einer romanischen Basilika mit Querschiff angelegt. Chor, Seitenschiffe und Empore verfügen über Deckengewölbe. Das Hochschiff ist mit einer schlichten Holzdecke versehen.
Ursprünglich war die Kirche durch den Kirchenmaler Augustin Kolb ausgemalt. In den Jahren 1908 bis 1920 wurde die Ausstattung vervollständigt, wobei maßgeblich die Brüder Eduard und Rudolf Moroder aus Südtirol und Peter Valentin der Ältere beteiligt waren.
Die Madonna vor dem Rückpositiv, dem an der Emporenbrüstung befestigten Bauteil der Orgel, wurde vom Offenburger Künstler Franz Joseph Simmler entworfen und von den Brüdern Moroder, die seine Kunstwerkstatt übernommen hatten, ausgeführt.

### Orgel

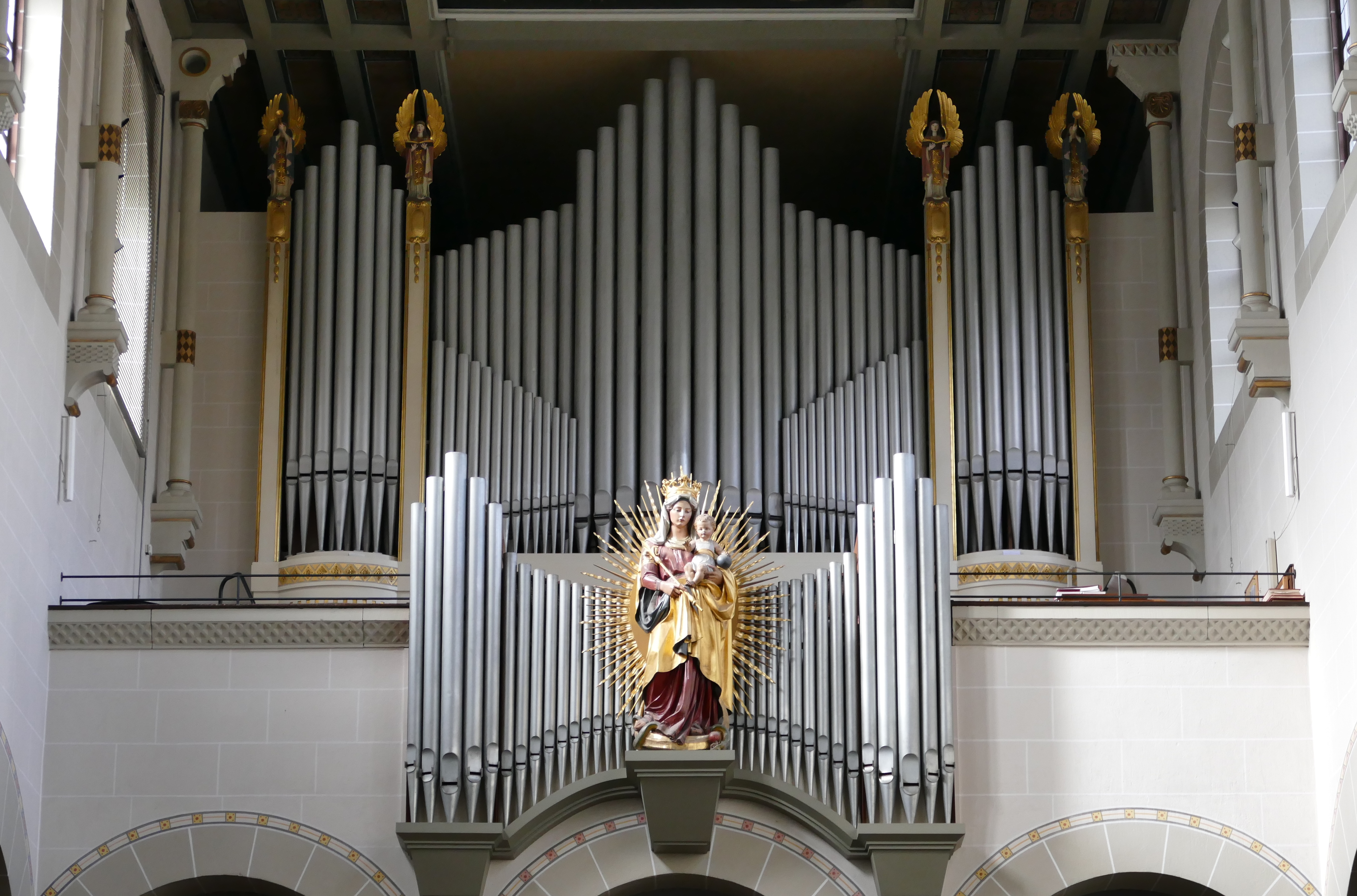
Die Marienorgel

1912 konnte die von der Orgelbaufirma Schwarz (Überlingen) erbaute Orgel (mit einem Orgelgehäuse der Gebrüder Moroder) mit 3150 Pfeifen in 35 Registern auf zwei Manualen und Pedal eingeweiht werden. Sie wurde 1958 von der Erbauerfirma umgebaut und auf drei Manuale mit 48 Registern erweitert. Zu Beginn der 2000er Jahre war eine neuerliche Sanierung der Orgel notwendig geworden. Eine neue Orgel war aus Kostengründen nicht in Frage gekommen. 2005 wurde die Werkstatt Orgelbau Vier aus Friesenheim-Oberweier mit der Sanierung beauftragt. Die Orgel hat nun 50 Register auf drei Manualen und Pedal.

### Glocken
Nachdem die ursprünglichen von der Karlsruher Glockengießerei Bachert gegossenen Glocken der Kirche 1940 im Zuge des Zweiten Weltkriegs beschlagnahmt worden waren, konnte schon 1949 ein neues Geläut aus sogenannter Briloner Sonderbronze der Glockengießerei Heinrich Humpert geweiht werden, das auf die beiden rund 50 Meter hohen Türme verteilt ist. Die beiden großen Glocken hängen im Nordturm, die kleineren drei im Südturm.
| Nr. | Name                 | Ø (mm) | Gewicht kg | Schlagton |
| --- | -------------------- | ------ | ---------- | --------- |
| 1   | Hosianna             | 1880   | 2580       | h°-5      |
| 2   | Königin des Friedens | 1400   | 1520       | d′-3      |
| 3   | St. Josef            | 1250   | 1110       | e′-2      |
| 4   | Konrad von Parzham   | 1110   | 740        | fis′±0    |
| 5   | Schutzengelglocke    | 940    | 460        | a′-2      |